# 瓦尔斯峰
46°33′37.1″N 9°12′29.6″E / 46.560306°N 9.208222°E

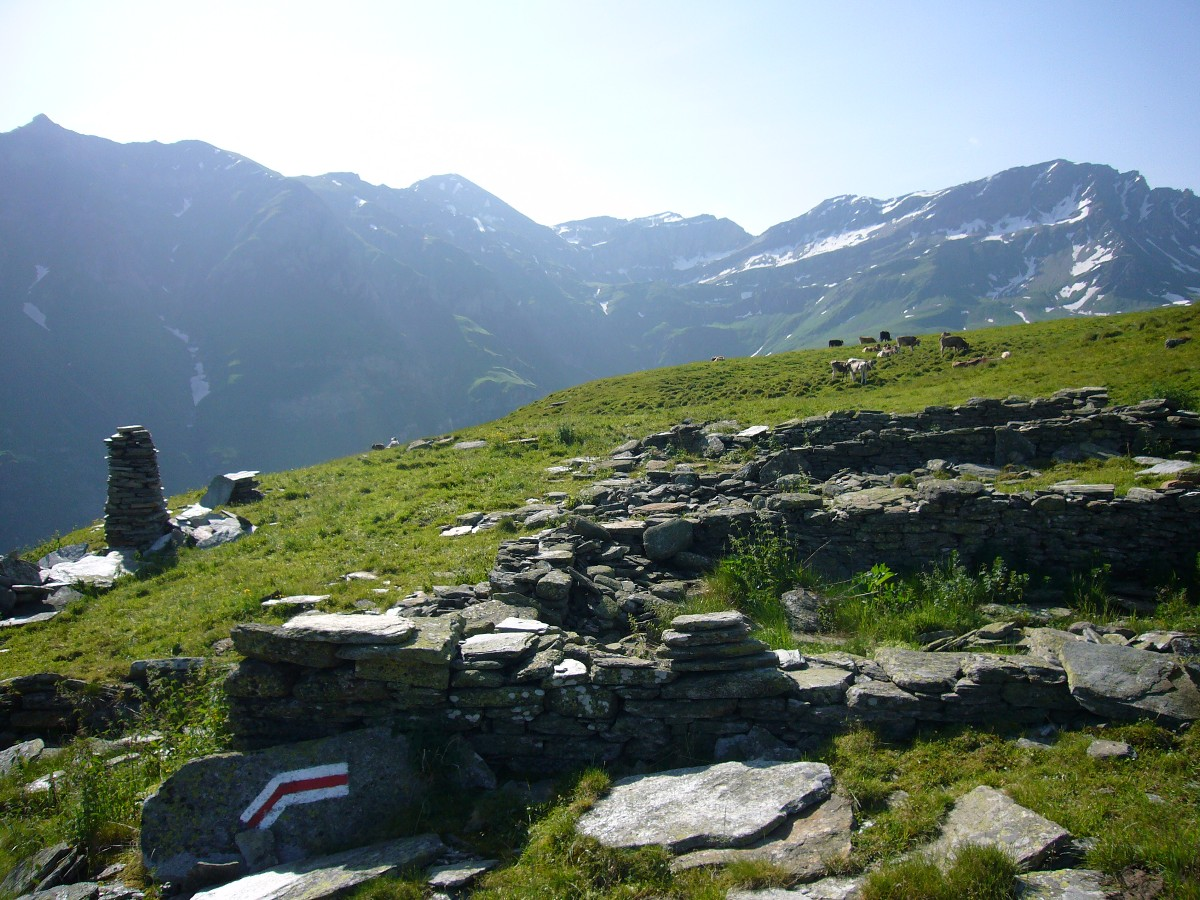

瓦尔斯峰（德語：Valserhorn）是瑞士格勞賓登州的山峰，位於該國東南部，屬於勒蓬廷山的一部分，處於瓦爾斯和努弗嫩之間，海拔高度2,886米。

## 外部連結
- Valserhorn on Hikr （页面存档备份，存于）